# Andreas Landgren
Andreas Landgren est un footballeur international suédois né le 17 mars 1989 à Helsingborg. Actuellement avec le club d'Helsingborgs IF, il peut évoluer au poste de défenseur ou de milieu défensif.